# Gran Premio de España de Motociclismo de 2025
El Gran Premio de España de Motociclismo de 2025 (oficialmente Gran Premio Estrella Galicia 0,0 de España) fue la quinta prueba del Campeonato del Mundo de Motociclismo de 2025. Tuvo lugar el fin de semana del 25 al 27 de abril de 2024 en el Circuito de Jerez - Ángel Nieto, situado en la ciudad andaluza de Jerez de la Frontera, España.
La carrera al sprint de MotoGP fue ganada por Marc Márquez, seguido de Álex Márquez y Francesco Bagnaia.
La carrera de MotoGP fue ganada por Álex Márquez, seguido de Fabio Quartararo y Francesco Bagnaia Manuel González fue el ganador de la prueba de Moto2, por delante de Barry Baltus y Senna Agius. La carrera de Moto3 fue ganada por José Antonio Rueda, Ángel Piqueras fue segundo y Joel Kelso tercero.

## Resultados

### Resultados MotoGP

#### Carrera al sprint
| Pos.    | N.º | Piloto                | Equipo                            | Constructor | Vueltas | Tiempo    | Parrilla | Puntos |
| ------- | --- | --------------------- | --------------------------------- | ----------- | ------- | --------- | -------- | ------ |
| 1       | 93  | Marc Márquez          | Ducati Lenovo Team                | Ducati      | 12      | 19:32.107 | 2        | 12     |
| 2       | 73  | Álex Márquez          | BK8 Gresini Racing MotoGP         | Ducati      | 12      | +1.001    | 4        | 9      |
| 3       | 63  | Francesco Bagnaia     | Ducati Lenovo Team                | Ducati      | 12      | +3.077    | 3        | 7      |
| 4       | 21  | Franco Morbidelli     | Pertamina VR46 Racing Team        | Ducati      | 12      | +3.530    | 5        | 6      |
| 5       | 54  | Fermín Aldeguer       | BK8 Gresini Racing MotoGP         | Ducati      | 12      | +5.791    | 7        | 5      |
| 6       | 49  | Fabio Di Giannantonio | Pertamina Enduro VR46 Racing Team | Ducati      | 12      | +7.691    | 8        | 4      |
| 7       | 12  | Maverick Viñales      | Red Bull KTM Tech3                | KTM         | 12      | +7.849    | 6        | 3      |
| 8       | 72  | Marco Bezzecchi       | Aprilia Racing                    | Aprilia     | 12      | +10.175   | 11       | 2      |
| 9       | 36  | Joan Mir              | Honda HRC Castrol                 | Honda       | 12      | +10.414   | 9        | 1      |
| 10      | 37  | Pedro Acosta          | Red Bull KTM Factory Racing       | KTM         | 12      | +12.673   | 12       |        |
| 11      | 33  | Brad Binder           | Red Bull KTM Factory Racing       | KTM         | 12      | +13.204   | 13       |        |
| 12      | 79  | Ai Ogura              | Trackhouse Racing MotoGP          | Aprilia     | 12      | +13.438   | 15       |        |
| 13      | 10  | Luca Marini           | Honda HRC Castrol                 | Honda       | 12      | +16.572   | 16       |        |
| 14      | 23  | Enea Bastianini       | Red Bull KTM Tech3                | KTM         | 12      | +17.918   | 18       |        |
| 15      | 42  | Álex Rins             | Monster Energy Yamaha MotoGP      | Yamaha      | 12      | +19.963   | 23       |        |
| 16      | 25  | Raúl Fernández        | Trackhouse Racing MotoGP          | Aprilia     | 12      | +21.690   | 17       |        |
| 17      | 7   | Augusto Fernández     | Prima Pramac Yamaha               | Yamaha      | 12      | +21.932   | 20       |        |
| 18      | 41  | Aleix Espargaró       | HRC Test Team                     | Honda       | 12      | +22.515   | 19       |        |
| 19      | 32  | Lorenzo Savadori      | Aprilia Racing                    | Aprilia     | 12      | +30.200   | 22       |        |
| 20      | 35  | Somkiat Chantra       | LCR Honda Idemitsu                | Honda       | 12      | +30.968   | 21       |        |
| Ret     | 5   | Johann Zarco          | LCR Honda Castrol                 | Honda       | 6       | Caída     | 10       |        |
| Ret     | 43  | Jack Miller           | Prima Pramac Yamaha               | Yamaha      | 5       | Caída     | 14       |        |
| Ret     | 20  | Fabio Quartararo      | Monster Energy Yamaha MotoGP      | Yamaha      | 2       | Caída     | 1        |        |
| Fuente: |     |                       |                                   |             |         |           |          |        |

#### Carrera larga
| Pos.    | N.º | Piloto                | Equipo                            | Constructor | Vueltas | Tiempo    | Parrilla | Puntos |
| ------- | --- | --------------------- | --------------------------------- | ----------- | ------- | --------- | -------- | ------ |
| 1       | 73  | Álex Márquez          | BK8 Gresini Racing MotoGP         | Ducati      | 25      | 40:56.374 | 4        | 25     |
| 2       | 20  | Fabio Quartararo      | Monster Energy Yamaha MotoGP      | Yamaha      | 25      | +1.561    | 1        | 20     |
| 3       | 63  | Francesco Bagnaia     | Ducati Lenovo Team                | Ducati      | 25      | +2.217    | 3        | 16     |
| 4       | 12  | Maverick Viñales      | Red Bull KTM Tech3                | KTM         | 25      | +3.678    | 6        | 13     |
| 5       | 49  | Fabio Di Giannantonio | Pertamina Enduro VR46 Racing Team | Ducati      | 25      | +7.267    | 8        | 11     |
| 6       | 33  | Brad Binder           | Red Bull KTM Factory Racing       | KTM         | 25      | +8.529    | 13       | 10     |
| 7       | 37  | Pedro Acosta          | Red Bull KTM Factory Racing       | KTM         | 25      | +9.764    | 12       | 9      |
| 8       | 79  | Ai Ogura              | Trackhouse Racing MotoGP          | Aprilia     | 25      | +10.923   | 15       | 8      |
| 9       | 23  | Enea Bastianini       | Red Bull KTM Tech3                | KTM         | 25      | +15.879   | 18       | 7      |
| 10      | 10  | Luca Marini           | Honda HRC Castrol                 | Honda       | 25      | +17.239   | 16       | 6      |
| 11      | 5   | Johann Zarco          | LCR Honda Castrol                 | Honda       | 25      | +17.784   | 10       | 5      |
| 12      | 93  | Marc Márquez          | Ducati Lenovo Team                | Ducati      | 25      | +20.890   | 2        | 4      |
| 13      | 42  | Álex Rins             | Monster Energy Yamaha MotoGP      | Yamaha      | 25      | +21.120   | 23       | 3      |
| 14      | 72  | Marco Bezzecchi       | Aprilia Racing                    | Aprilia     | 25      | +24.510   | 11       | 2      |
| 15      | 25  | Raúl Fernández        | Trackhouse Racing MotoGP          | Aprilia     | 25      | +25.726   | 17       | 1      |
| 16      | 7   | Augusto Fernández     | Prima Pramac Yamaha               | Yamaha      | 25      | +31.429   | 20       |        |
| 17      | 41  | Aleix Espargaró       | HRC Test Team                     | Honda       | 25      | +39.678   | 19       |        |
| 18      | 32  | Lorenzo Savadori      | Aprilia Racing                    | Aprilia     | 25      | +49.303   | 22       |        |
| Ret     | 54  | Fermín Aldeguer       | BK8 Gresini Racing MotoGP         | Ducati      | 18      | Retirado  | 7        |        |
| Ret     | 21  | Franco Morbidelli     | Pertamina VR46 Racing Team        | Ducati      | 15      | Caída     | 5        |        |
| Ret     | 36  | Joan Mir              | Honda HRC Castrol                 | Honda       | 14      | Caída     | 9        |        |
| Ret     | 43  | Jack Miller           | Prima Pramac Yamaha               | Yamaha      | 13      | Retirado  | 14       |        |
| Ret     | 35  | Somkiat Chantra       | LCR Honda Idemitsu                | Honda       | 11      | Retirado  | 21       |        |
| 1.      |     |                       |                                   |             |         |           |          |        |
| Fuente: |     |                       |                                   |             |         |           |          |        |

### Resultados Moto2
| Pos.    | N.º | Piloto                  | Constructor | Vueltas | Tiempo        | Parrilla | Puntos |
| ------- | --- | ----------------------- | ----------- | ------- | ------------- | -------- | ------ |
| 1       | 18  | Manuel González         | Kalex       | 21      | 35:30.634     | 1        | 25     |
| 2       | 7   | Barry Baltus            | Kalex       | 21      | +2.256        | 4        | 20     |
| 3       | 81  | Senna Agius             | Kalex       | 21      | +3.781        | 3        | 16     |
| 4       | 10  | Diogo Moreira           | Kalex       | 21      | +4.781        | 5        | 13     |
| 5       | 53  | Deniz Öncü              | Kalex       | 21      | +6.390        | 6        | 11     |
| 6       | 75  | Albert Arenas           | Kalex       | 21      | +7.049        | 2        | 10     |
| 7       | 13  | Celestino Vietti        | Boscoscuro  | 21      | +7.919        | 12       | 9      |
| 8       | 44  | Arón Canet              | Kalex       | 21      | +8.511        | 7        | 8      |
| 9       | 96  | Jake Dixon              | Boscoscuro  | 21      | +12.537       | 9        | 7      |
| 10      | 12  | Filip Salač             | Boscoscuro  | 21      | +14.783       | 10       | 6      |
| 11      | 16  | Joe Roberts             | Kalex       | 21      | +17.135       | 16       | 5      |
| 12      | 24  | Marcos Ramírez          | Kalex       | 21      | +17.182       | 21       | 4      |
| 13      | 99  | Adrián Huertas          | Kalex       | 21      | +20.992       | 23       | 3      |
| 14      | 95  | Collin Veijer           | Kalex       | 21      | +23.062       | 17       | 2      |
| 15      | 14  | Tony Arbolino           | Boscoscuro  | 21      | +27.942       | 24       | 1      |
| 16      | 92  | Yuki Kunii              | Kalex       | 21      | +28.588       | 22       |        |
| 17      | 11  | Álex Escrig             | Forward     | 21      | +29.790       | 19       |        |
| 18      | 4   | Iván Ortolá             | Boscoscuro  | 21      | +31.343       | 18       |        |
| 19      | 15  | Darryn Binder           | Kalex       | 21      | +31.453       | 20       |        |
| 20      | 84  | Zonta van den Goorbergh | Kalex       | 21      | +31.651       | 15       |        |
| 21      | 9   | Jorge Navarro           | Forward     | 21      | +36.443       | 25       |        |
| 22      | 3   | Sergio García           | Boscoscuro  | 21      | +37.249       | 26       |        |
| Ret     | 71  | Ayumu Sasaki            | Kalex       | 11      | Caída         | 27       |        |
| Ret     | 28  | Izan Guevara            | Boscoscuro  | 4       | Caída         | 14       |        |
| Ret     | 80  | David Alonso            | Kalex       | 4       | Caída         | 8        |        |
| Ret     | 27  | Daniel Holgado          | Kalex       | 0       | Caída         | 11       |        |
| DSQ     | 21  | Alonso López            | Boscoscuro  | 0       | Descalificado | 13       |        |
| DNS     | 64  | Mario Aji               | Kalex       |         | No comenzó    |          |        |
| 1. 2.   |     |                         |             |         |               |          |        |
| Fuente: |     |                         |             |         |               |          |        |

### Resultados Moto3
| Pos.    | N.º | Piloto             | Constructor | Vueltas | Tiempo    | Parrilla | Puntos |
| ------- | --- | ------------------ | ----------- | ------- | --------- | -------- | ------ |
| 1       | 99  | José Antonio Rueda | KTM         | 19      | 33:17.979 | 1        | 25     |
| 2       | 36  | Ángel Piqueras     | KTM         | 19      | +4.334    | 3        | 20     |
| 3       | 66  | Joel Kelso         | KTM         | 19      | +4.486    | 2        | 16     |
| 4       | 31  | Adrián Fernández   | Honda       | 19      | +6.308    | 6        | 13     |
| 5       | 6   | Ryusei Yamanaka    | KTM         | 19      | +6.409    | 5        | 11     |
| 6       | 72  | Taiyo Furusato     | Honda       | 19      | +6.494    | 8        | 10     |
| 7       | 94  | Guido Pini         | KTM         | 19      | +6.588    | 11       | 9      |
| 8       | 83  | Álvaro Carpe       | KTM         | 19      | +8.007    | 4        | 8      |
| 9       | 12  | Jacob Roulstone    | KTM         | 19      | +21.703   | 7        | 7      |
| 10      | 73  | Valentín Perrone   | KTM         | 19      | +21.795   | 9        | 6      |
| 11      | 58  | Luca Lunetta       | Honda       | 19      | +21.900   | 12       | 5      |
| 12      | 19  | Scott Ogden        | KTM         | 19      | +22.117   | 23       | 4      |
| 13      | 71  | Dennis Foggia      | KTM         | 19      | +30.583   | 15       | 3      |
| 14      | 82  | Stefano Nepa       | Honda       | 19      | +31.831   | 18       | 2      |
| 15      | 5   | Tatchakorn Buasri  | Honda       | 19      | +37.469   | 19       | 1      |
| 16      | 55  | Noah Dettwiler     | KTM         | 19      | +37.541   | 17       |        |
| 17      | 11  | Adrián Cruces      | Honda       | 19      | +42.816   | 22       |        |
| 18      | 32  | Vicente Pérez      | KTM         | 19      | +59.300   | 10       |        |
| 19      | 14  | Cormac Buchanan    | KTM         | 18      | +1 vuelta | 16       |        |
| Ret     | 8   | Eddie O’Shea       | Honda       | 17      | Caída     | 25       |        |
| Ret     | 10  | Nicola Carraro     | Honda       | 10      | Caída     | 24       |        |
| Ret     | 64  | David Muñoz        | KTM         | 7       | Caída     | 26       |        |
| Ret     | 78  | Joel Esteban       | KTM         | 1       | Caída     | 13       |        |
| Ret     | 54  | Riccardo Rossi     | Honda       | 1       | Caída     | 21       |        |
| Ret     | 21  | Ruché Moodley      | KTM         | 0       | Caída     | 14       |        |
| Ret     | 22  | David Almansa      | Honda       | 0       | Caída     | 20       |        |
| 1.      |     |                    |             |         |           |          |        |
| Fuente: |     |                    |             |         |           |          |        |